# Kickstart
Il Kickstart è la parte del sistema operativo AmigaOS comprendente le sue componenti principali.

## Generalità
Ad esclusione di pochi modelli di Amiga Classic, come ad esempio l'Amiga 1000, nei quali il Kickstart risiede su floppy disk e deve essere caricato in RAM all'avvio del computer (nell'Amiga 1000 c'è una zona della RAM riservata al Kickstart chiamata WCS, sigla dell'inglese "Writable Control Store"), generalmente il Kickstart risiede in ROM velocizzando così il boot del computer (il processo di avvio del computer che va dall'accensione al momento in cui diventa operativo).
Il fatto che il nucleo del sistema operativo AmigaOS abbia risieduto in ROM per una parte rilevante della sua storia ha costituito un punto di vantaggio della piattaforma Amiga rispetto a quella che è sempre stata, e tuttora continua ad essere, la piattaforma informatica più diffusa per personal computer a cui è stato dedicato prima il sistema operativo MS-DOS e poi Microsoft Windows per la quale ciò invece non è mai avvenuto.
Far risiedere in ROM il nucleo del sistema operativo è stato possibile perché la piattaforma Amiga è sempre stata di proprietà di una sola azienda in grado quindi di avere pieno controllo sia sul software che sull'hardware della piattaforma. Cosa che non è stata possibile realizzare per la piattaforma informatica più diffusa per personal computer in quanto frutto della collaborazione, ma più spesso della concorrenza, di più aziende.
In tale piattaforma su ROM è sempre risieduto solo il software strettamente necessario per poter eseguire il sistema operativo risiedente sull'hard disk (all'inizio su floppy disk), software che è chiamato BIOS.

## Componenti
Il Kickstart comprende le seguenti componenti:
- Exec (il microkernel di AmigaOS);
- Intuition (il windowing system di AmigaOS);
- parte di AmigaDOS;
- AutoConfig (il plug and play di AmigaOS).

## Versioni
Nella tabella seguente sono elencate tutte le versioni di Kickstart commercializzate con indicata la versione di AmigaOS in cui è compreso e su quali computer è stato utilizzato. Si noti che ad ogni nuova versione di AmigaOS non corrisponde sempre una nuova versione di Kickstart.
| Nome commerciale | Versione build       | Parte di                                              | Di serie su                                                                             | Disponibile anche per                                                                                      | Supporto di memoria                                                          |
| ---------------- | -------------------- | ----------------------------------------------------- | --------------------------------------------------------------------------------------- | --- | ---------------------------------------------------------------------------- |
| Kickstart 0.7    | 27.x                 | AmigaOS 0.7                                           | Amiga 1000                                                                              | nessun computer                                                                                            | floppy disk da 3,5" DS/DD                                                    |
| Kickstart 0.9    | 29.x                 | AmigaOS 0.9                                           | Amiga 1000                                                                              | Amiga 1000                                                                                                 | floppy disk da 3,5" DS/DD                                                    |
| Kickstart 1.0    | 30.x                 | AmigaOS 1.0                                           | Amiga 1000                                                                              | Amiga 1000                                                                                                 | floppy disk da 3,5" DS/DD                                                    |
| Kickstart 1.1    | 31.34 32.34          | AmigaOS 1.1                                           | Amiga 1000                                                                              | Amiga 1000                                                                                                 | floppy disk da 3,5" DS/DD                                                    |
| Kickstart 1.2    | 33.166 33.180        | AmigaOS 1.2                                           | Amiga 500 Amiga 2000                                                                    | Amiga 1000                                                                                                 | Amiga 1000: floppy disk da 3,5" DS/DD. Amiga 500 e Amiga 2000: ROM da 256 kB |
| Kickstart 1.3    | 34.5                 | AmigaOS 1.3 AmigaOS 1.3.2 AmigaOS 1.3.3 AmigaOS 1.3.4 | Amiga 500 Amiga 2000 Amiga 2000HD Amiga 2500 Amiga 2500/30 Amiga 2500UX Amiga 1500 CDTV | Amiga 1000 Amiga 500 Amiga 2000                                                                            | Amiga 1000: floppy disk da 3,5" DS/DD. Gli altri modelli: ROM da 256 kB      |
| Kickstart 2.0    |                      | AmigaOS 2.0                                           | Amiga 3000                                                                              | | floppy disk da 3,5" DS/DD                                                    |
| Kickstart 2.04   | 37.175               | AmigaOS 2.04 AmigaOS 2.1                              | Amiga 500 Plus Amiga 2000 Amiga 3000 Amiga 3000T Amiga 3000T-040 Amiga 3000UX           | Amiga 500 Amiga 2000 Amiga 2000HD Amiga 2500 Amiga 2500/30 Amiga 1500                                      | ROM da 512 kB                                                                |
| Kickstart 2.05   | 37.299 37.300 37.350 | AmigaOS 2.05 AmigaOS 2.1                              | Amiga 600 Amiga 600HD                                                                   | | ROM da 512 kB                                                                |
| Kickstart 3.0    | 39.106               | AmigaOS 3.0                                           | Amiga 1200 Amiga 1200HD Amiga 1200HD/40 Amiga 4000                                      | | ROM da 512 kB                                                                |
| Kickstart 3.1    | 40.56 40.58 40.60    | AmigaOS 3.1 AmigaOS 3.5 AmigaOS 3.9                   | Amiga CD32                                                                              | | ROM da 1 MB                                                                  |
| Kickstart 3.1    | 40.63                | AmigaOS 3.1 AmigaOS 3.5 AmigaOS 3.9                   |                                                                                         | Amiga 500 Amiga 500 Plus Amiga 2000 Amiga 2000HD Amiga 2500 Amiga 2500/30 Amiga 1500 Amiga 600 Amiga 600HD | ROM da 512 kB                                                                |
| Kickstart 3.1    | 40.68                | AmigaOS 3.1 AmigaOS 3.5 AmigaOS 3.9                   | Amiga 1200 Amiga 1200HD                                                                 | Amiga 3000 Amiga 3000T Amiga 3000T-040 Amiga 1200 Amiga 1200HD Amiga 1200HD/40 Amiga 4000 Amiga 4000T      | ROM da 512 kB                                                                |
| Kickstart 3.1    | 40.70                | AmigaOS 3.1 AmigaOS 3.5 AmigaOS 3.9                   | Amiga 4000T                                                                             | Amiga 3000 Amiga 3000T Amiga 3000T-040 Amiga 1200 Amiga 1200HD Amiga 1200HD/40 Amiga 4000                  | ROM da 512 kB                                                                |

Le versioni build 27.x e 29.x (Kickstart 0.7 e 0.9) sono versioni beta in dotazione ai primissimi esemplari di Amiga 1000. La versione build 40.70 dà problemi con alcune schede CPU e alcuni controller per hard disk quindi spesso si preferiva usare la versione build 40.68.